# Алтыок, Акын
Акын Алтыок (тур. Akın Altıok; род. 13 июля 1932, Бурса) — турецкий легкоатлет, выступавший в тройном прыжке. Участник летних Олимпийских игр 1952 года.

## Биография
Акын Алтыок родился 13 июля 1932 года в турецком городе Бурса.
Первоначально занимался лыжными гонками. Начал заниматься лёгкой атлетикой в 1949 году и уже через два года вошёл в состав сборной Турции. Несколько раз становился чемпионом страны.
В 1951 году завоевал золотую медаль Средиземноморских игр в Александрии в тройном прыжке, показав результат 14,15 метра.
В 1952 году вошёл в состав сборной Турции на летних Олимпийских играх в Хельсинки. В тройном прыжке занял в квалификации 32-е место с результатом 13,62 — на 93 сантиметра меньше норматива, дававшего право выступить в финале.
В том же году стал одним из основателей Анкарского любительского легкоатлетического клуба.
В 1956 году завершил выступления из-за травм.
Окончил юридический факультет Анкарского университета. В 1959—1994 годах работал в банковском секторе. Был секретарём Ассоциации банков Турции. В течение 22 лет работал преподавателем на курсах банковского права.

## Личный рекорд
- Тройной прыжок — 14,54 (1952)